# Нове Мечислави
Нове Мечислави (пол. Nowe Mieczysławy, нім. Neu Menzels) — село в Польщі, у гміні Мілаково Острудського повіту Вармінсько-Мазурського воєводства.
Населення — 38 осіб (2011).
У 1975-1998 роках село належало до Ольштинського воєводства.

## Демографія
Демографічна структура станом на 31 березня 2011 року:
|          | Загалом | Допрацездатний вік | Працездатний вік | Постпрацездатний вік |
| -------- | ------- | ------------------ | ---------------- | -------------------- |
| Чоловіки | 17      | 7                  | 9                | 1                    |
| Жінки    | 21      | 3                  | 11               | 7                    |
| Разом    | 38      | 10                 | 20               | 8                    |